# Craiovai nemzetközi repülőtér
A Craiovai nemzetközi repülőtér (IATA: CRA, ICAO: LRCV) Románia egyik nemzetközi repülőtere, amely  Craiova közelében található. Éves utasforgalma 5133 fő .

## Légitársaságok és úticélok
| Légitársaság | Célállomások                                                                                     |
| ------------ | ------------------------------------------------------------------------------------------------ |
| Blue Air     | Szezonális charter: Antalya                                                                      |
| Wizz Air     | Barcelona, Beauvais, Bergamo, Bologna, Charleroi, Köln/Bonn, London–Luton, Madrid, Rome–Ciampino |

## Futópályák
A repülőtér futópályái:
- 09/27

## Forgalom
Az utasforgalom az elmúlt években az alábbi módon változott:
| Utasok száma | 5133 | 15 130 | 29 626 | 40 291 | 116 947 | 447 227 | 514 544 | 159 552 | 476 613 | 424 976 |
|              | 2007 | 2009   | 2012   | 2013   | 2015    | 2017    | 2019    | 2020    | 2022    | 2024    |